# Bacaia, Hajdú-Bihar
Bacaia (în maghiară Bakonszeg)  este un sat în districtul Berettyóújfalu, județul Hajdú-Bihar, Ungaria, având o populație de 1.259 de locuitori (2011). 

## Demografie
Componența etnică a satului Bakonszeg
     Maghiari (96,77%)
     Români (1,85%)
     Necunoscut (0,55%)
     Alții (0,83%)
Componența confesională a satului Bakonszeg
     Reformați (52,03%)
     Fără religie (16,12%)
     Romano-catolici (3,18%)
     Necunoscută (28,2%)
     Alte religii (3,65%)
Conform recensământului din 2011, satul Bakonszeg avea 1.259 de locuitori. Din punct de vedere etnic, majoritatea locuitorilor (96,77%) erau maghiari, cu o minoritate de români (1,85%). Apartenența etnică nu este cunoscută în cazul a 0,55% din locuitori.  Din punct de vedere confesional, majoritatea locuitorilor (52,03%) erau reformați, existând și minorități de persoane fără religie (16,12%) și romano-catolici (3,18%). Pentru 28,2% din locuitori nu este cunoscută apartenența confesională.